# Bia Corrêa do Lago
Maria Beatriz Fonseca Corrêa do Lago, mais conhecida como Bia Corrêa do Lago (Rio de Janeiro, 3 de abril de 1958) é uma escritora e pesquisadora brasileira. É filha do escritor Rubem Fonseca, ganhador do Prêmio Camões e autor de Agosto, O Caso Morel, O Cobrador, Bufo & Spallanzani entre outros livros.

## Biografia
Bia Corrêa do Lago nasceu no Rio de Janeiro em 1958. É formada em psicologia pela PUC e autora de vários textos sobre Frans Post e fotografia oitocentista. Desde 2001 apresenta o programa do Canal Futura, Umas Palavras, onde entrevista escritores, dramaturgos, novelistas, cineastas,  compositores e teatrólogos além de outras figuras públicas. Em 2009 ganhou junto com seu esposo, Pedro Corrêa do Lago o Prêmio Jabuti de Literatura pelo livro Coleção Princesa Isabel - Fotografia do Século XIX.
Entre os entrevistados de seu programa estão Mario Vargas Llosa, Oscar Niemeyer, José Saramago, Rachel de Queiroz, Ferreira Gullar, Chico Buarque, Caetano Veloso, Salman Rushdie, Lygia Fagundes Telles, Millôr Fernandes, Gilberto Gil e Contardo Calligaris.
Em 2012 lançou o livro Umas Palavras - 15 entrevistas memoráveis, com compilações de entrevistas escolhidas nos dez anos do programa. Na cerimônia participaram entre outros João Ubaldo Ribeiro, Walter Salles e Marieta Severo.
Em 2017 é chamada pelo autor Alcides Nogueira para escrever com ele sua próxima novela das seis que tem o título de "Tempo de Amar". Será sua primeira novela na TV Globo.